# 菲乌米切洛-维琴蒂纳镇

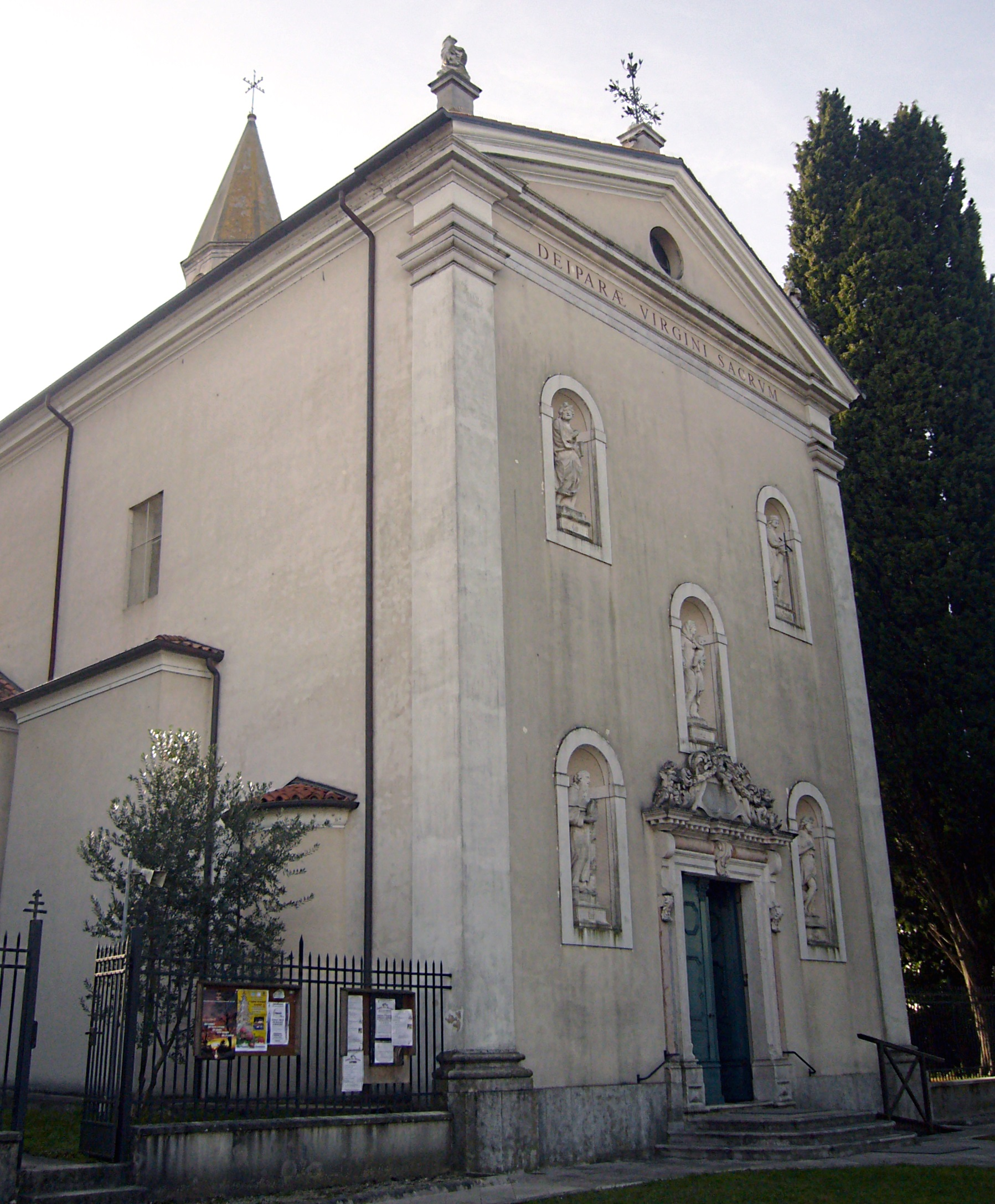
教堂

菲乌米切洛-维琴蒂纳镇（義大利語：Fiumicello Villa Vicentina）是意大利弗留利-威尼斯朱利亚大区烏迪內省的市镇。市镇面积为28.80平方公里，2017年人口数量为6,334人。
该市镇成立于2018年2月1日，由菲乌米切洛和维琴蒂纳镇两市镇合并而成。